# Family Tree (Björk)
Family Tree è un boxset della cantante islandese Björk, pubblicato nel 2002. Esso consiste di un libro di testi intitolato Words, di cinque mini-CD di materiale raro o inedito e di un altro disco di brani scelti dalla stessa artista. Il cofanetto è uscito nel 2002.

## Tracce

### CD 1:Roots 1
1. Síðasta Ég (The Elgar Sisters) – 3:00
2. Glóra (The Elgar Sisters) – 1:42
3. Fuglar (KUKL) – 3:00
4. Ammæli (The Sugarcubes) – 3:55
5. Mamma (The Sugarcubes) – 2:57

### CD 2:Roots 2
1. Immature – 2:53
2. Cover Me – 3:07
3. Generous Palmstroke – 4:42
4. Jóga (Strings and vocals) – 4:42
5. Mother Heroic – 2:44

### CD 3:Beats
1. The Modern Things – 4:11
2. Karvel – 4:30
3. I Go Humble – 4:47
4. Nature Is Ancient – 3:40

### CD 4:Strings 1
1. Unravel (Live at Union Chapel) – 3:38
2. Cover Me (Live) – 2:50
3. Possibly Maybe (Live) – 4:55
4. The Anchor Song (Live) – 3:44
5. Hunter (Studio) – 4:31

### CD 5:Strings 2
1. All Neon Like (Live at Union Chapel) – 5:07
2. I've Seen It All (Live) – 5:59
3. Bachelorette (Studio) – 5:09
4. Play Dead (Studio) – 3:25

### CD 6:Greatest Hits as Chosen by Björk
1. Venus as a Boy – 4:41
2. Hyper-ballad – 5:23
3. You've Been Flirting Again – 2:29
4. Isobel – 5:23
5. Jóga – 5:04
6. Unravel – 3:18
7. Bachelorette – 5:17
8. All Is Full of Love (Video version) – 4:46
9. Scatterheart – 6:39
10. I've Seen It All – 5:29
11. Pagan Poetry – 5:14
12. It's Not Up to You – 5:08

### Booklet -Words
1. All Is Full of Love
2. Aurora
3. Cocoon
4. Cover Me
5. Headphones
6. Human Behaviour
7. Hyperballad
8. Jóga
9. Pagan Poetry
10. Pluto
11. Scatterheart
12. The Anchor Song
13. The Modern Things
14. Unravel
15. Venus as a Boy
16. All Neon Like

## Classifiche
| Paese     | Posizione più alta |
| --------- | ------------------ |
| Danimarca | 39                 |
| Francia   | 100                |